# Uhlířov
Obec Uhlířov (německy Köhlersdorf) se nachází v okrese Opava v Moravskoslezském kraji. Žije zde 404 obyvatel.

## Název
Od 14. do 16. století se vesnice jmenovala Uhléřov. Její jméno bylo odvozeno buď od osobního jména Uhléř a pak znamenalo "Uhléřův majetek" nebo od obecného uhléř ("uhlíř") a pak znamenalo "místo, kde žije uhlíř". V 17. století z českého jména vzniklo (překladem) německé jméno Köhlersdorf ("uhlířova ves"). V 19. století se v češtině používaly podoby Uhléřov i Uhlířov, od roku 1924 jen Uhlířov.

## Historie
První písemná zmínka o obci pochází z roku 1389.

## Pamětihodnosti
- kaple sv. Antonína Paduánského – vysvěcena 1871, po druhé světové válce zcela zničena, dnes obnovena
- přírodní rezervace Hvozdnice

## Galerie

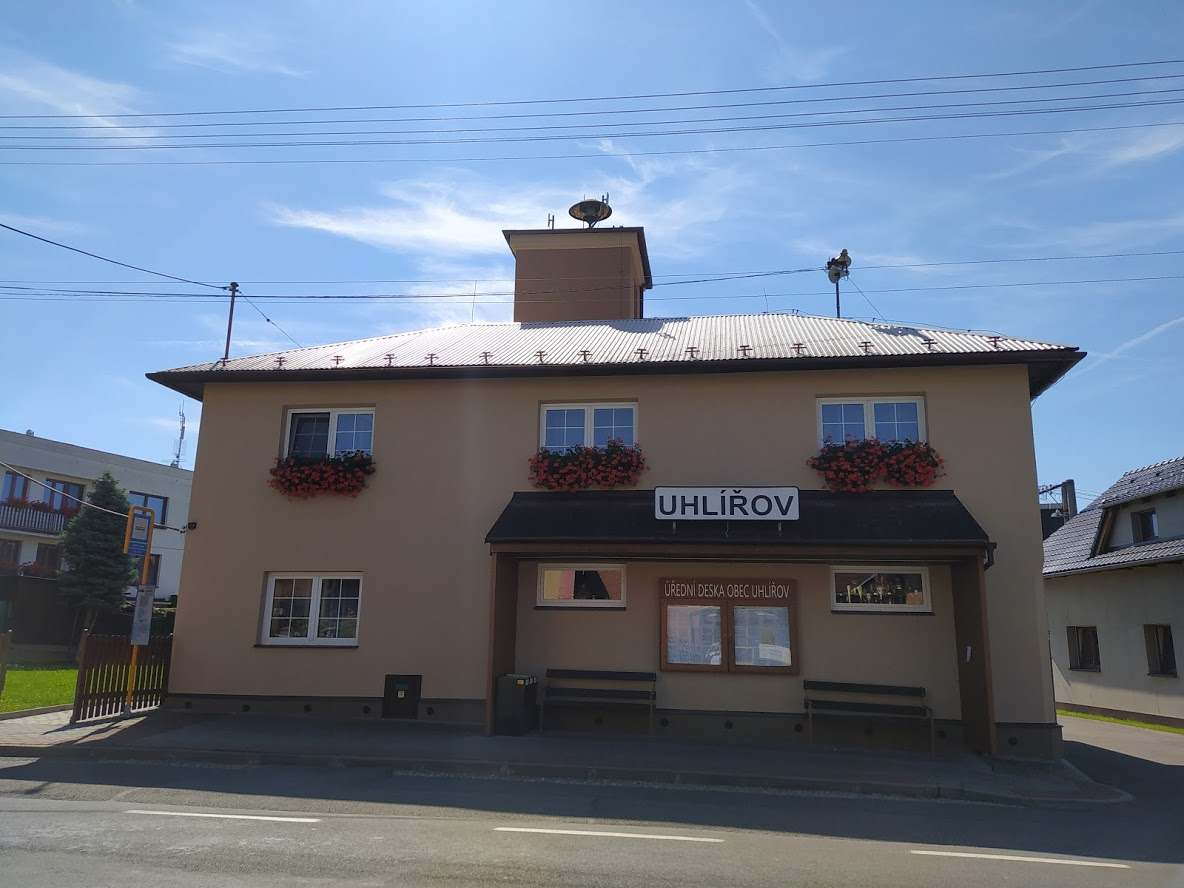
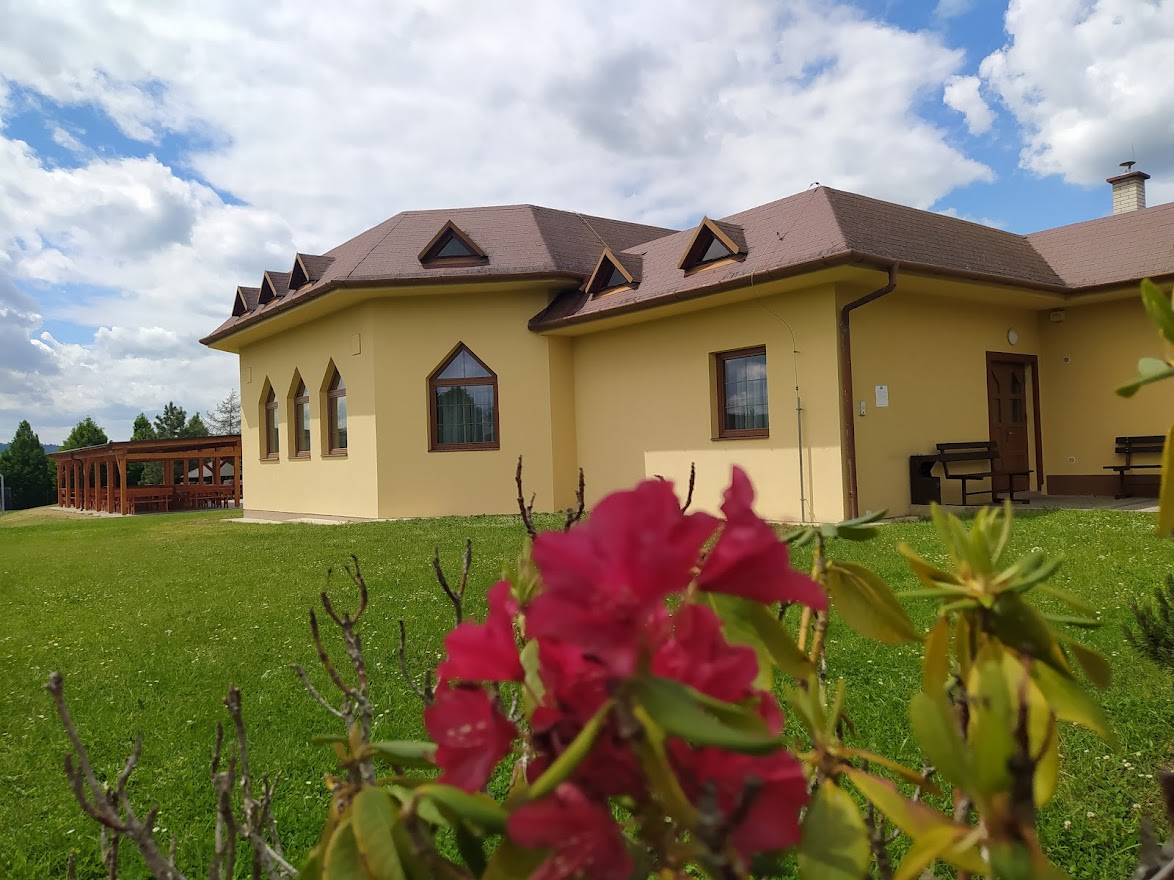
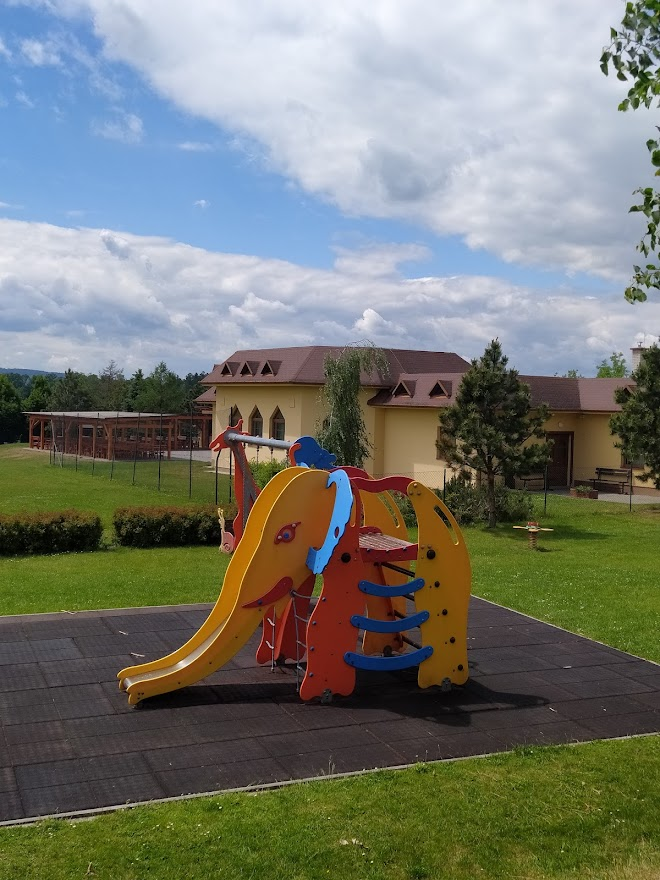